# Morimopsis lacrymans
Morimopsis lacrymans là một loài bọ cánh cứng trong họ Cerambycidae.